# Herrainsaari (ö i Norra Savolax, Norra Savolax)
Herrainsaari är en ö i Finland. Den ligger i sjön Nilakka och i kommunen Keitele i den ekonomiska regionen  Övre Savolax ekonomiska region  och landskapet Norra Savolax, i den centrala delen av landet, 300 km norr om huvudstaden Helsingfors. Öns area är 11,9 hektar och dess största längd är 0,8 kilometer i sydöst-nordvästlig riktning.